# 蒙托隆
蒙托隆（法語：Montholon，法語發音：[mɔ̃tɔlɔ̃]）是法国约讷省的一个市镇，位于该省中部，属于欧塞尔区。

## 历史
蒙托隆由以下四个市镇于2017年1月1日合并而成：
- 托隆河畔阿扬（Aillant-sur-Tholon）
- 尚瓦隆（Champvallon）
- 托隆河畔维利耶（Villiers-sur-Tholon）
- 沃尔格雷（Volgré）

其中托隆河畔阿扬为政府驻地。

## 地理
蒙托隆（47°52'32"N, 3°21'6"E）面积50.08 平方千米，位于法国勃艮第-弗朗什-孔泰大區约讷省，该省份为法国中北部内陆省份，西接卢瓦雷省，西北接塞纳-马恩省，南至涅夫勒省，东临科多尔省，东北与奥布省接壤。蒙托隆的政府驻地托隆河畔阿扬位于托隆河右岸，是一座棋盘状的市镇。
与蒙托隆接壤的市镇（或旧市镇、城区）包括：卢皮耶尔堡、塞波-圣罗曼、贝翁、尚夫尔、托隆河畔帕鲁瓦、瑟南、瓦尔拉维永、托隆河畔普瓦伊、沙西、尚普莱。
蒙托隆的时区为UTC+01:00、UTC+02:00（夏令时）。

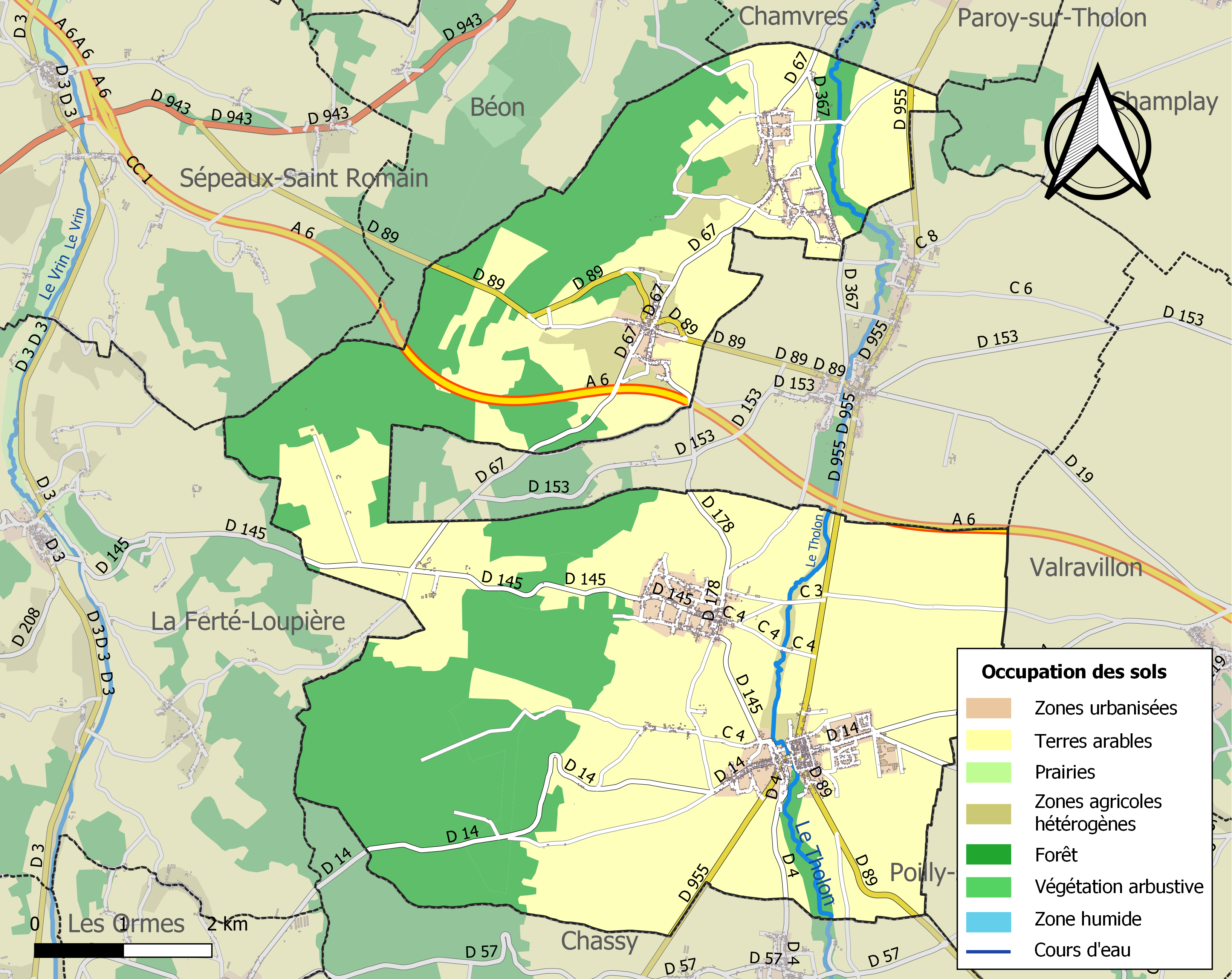
蒙托隆的OSM定位图

## 行政
蒙托隆的邮政编码为89110，INSEE市镇编码为89003。

## 政治
蒙托隆所属的省级选区为沙尔尼-奥雷德皮赛县。

## 人口
蒙托隆于2022年1月1日时的人口数量为2730人。